# 이규형의 일본스케치
《이규형의 일본스케치》는 1996년에 방송된 SBS의 다큐멘터리 텔레비전 프로그램이다.

## 개요
다큐멘터리에 작품된 영화감독 겸 소설가 이규형이 지난 5년 동안 일본에서 체험한 일본의 실상을 조명한 것이다.

## 시리즈 구성
| 방송 일자       | 부제                             |
| --------------- | -------------------------------- |
| 1996년 6월 2일  | 1편 : 오타쿠 - 열도의 미아들     |
| 1996년 6월 9일  | 2편 : 열도에 부는 충격돌풍       |
| 1996년 6월 16일 | 3편 : 新 나비부인                |
| 1996년 6월 23일 | 4편 : 꿈은 없다. 그러나 행복하다 |
| 1996년 6월 30일 | 5편 : 우상 만들기                |

## 참고 자료
- <방송> SBS `이규형의 일본 스케치' 5부작